# Jatupong Thongsukh
Jatupong Thongsukh (Thai: จตุพงษ์ ทองสุข, * 12. Januar 1976 in Loei) ist ein thailändischer ehemaliger Fußballspieler.

## Karriere
Seine Karriere begann er beim FC Raj-Vithi und wechselte 1998 zu BEC-Tero Sasana. Er blieb dem Verein zehn Jahre lang treu und feierte mit ihm seine größten Erfolge auf Vereinsebene. Von 2001 bis 2004 gewann er mit dem Verein zwei Meisterschaften, wurde zweimal Vizemeister und erreichte 2003 das Finale der AFC Champions League. In beiden Spielen des Finals stand er in der Anfangsformation. Zu Beginn der Saison 2009 wechselte er zum FC Chula United.
Seine Laufbahn in den Jugendnationalmannschaften Thailands begann für ihn mit der Berufung in die U-19 relativ spät. 1998 nahm er mit der Mannschaft an der Endrunde zu den U-19-Fußball-Asienmeisterschaften 1998 teil. Mit der Seniorenmannschaft nahm er ein Jahr später an den Südostasienspielen 1999 teil und gewann mit der Mannschaft die Goldmedaille. Im gesamten Turnier gelangen ihm dabei zwei Tore und er war Sturmpartner von Kiatisak Senamuang, welcher in diesem Turnier Torschützenkönig werden konnte. Später warfen ihn immer wieder Verletzungen zurück, so dass er kaum noch Berücksichtigung im Kader der Nationalelf fand.

## Auszeichnungen und Erfolge

### Erfolge als Spieler

#### BEC-Tero Sasana
- Thailändischer Meister: 2000, 2002
- Thailändischer Vizemeister: 2002/03, 2003/04
- AFC-Champions-League-Finalist: 2002/03
- Thailändischer Pokalsieger 2000

#### Nationalelf
- Teilnahme an der Endrunde zu den U-19-Fußball-Asienmeisterschaften 1998
- Südostasienspiele Goldmedaille 1999

## Erläuterungen/Einzelnachweise
1. ↑  rsssf.org: Details der AFC CL Saison

| Personendaten    | Personendaten                 |
| ---------------- | ----------------------------- |
| NAME             | Jatupong Thongsukh            |
| KURZBESCHREIBUNG | thailändischer Fußballspieler |
| GEBURTSDATUM     | 12. Januar 1976               |
| GEBURTSORT       | Loei, Thailand                |